# مرد خالی
مرد خالی (انگلیسی: Blankman) فیلمی در ژانر کمدی رمانتیک، زوج هنری، ابرقهرمانی، نقیضه، و اکشن به کارگردانی مایک بایندر است که در سال ۱۹۹۴ منتشر شد.

## خلاصه داستان
«دریل» مردی با اخلاق بچه گانه است که نبوغ عجیبی در اختراع وسایل از مواد دور ریختنی دارد. وقتی او موفق به ساخت یک لباس ضد گلوله می‌شود، تصمیم می‌گیرد از قابلیتهایش برای تبدیل شدن به یک ابرقهرمان استفاده کند…

## بازیگران
- دیمون وینز
- دیوید آلن گرایر
- رابین گیونز
- جاون پالیتو
- جیسن الکساندر
- دیمون وینس جونیور
- لین تیگپن